# بهرام‌آباد (الیگودرز)
- متن بالانویس

1. مورد فهرست شماره‌ای

بهرام‌آباد، روستایی از توابع بخش بربرودشرقی شهرستان الیگودرز در استان لرستان ایران است.
مالکیت روستای بهرام اباد از سالیان پیش متعلق ب بهرام خان ضرغام یکی از خوانین ایل بساک بوده که به صورت ارباب رعیتی اداره می شده است واز اهالی و رعیت های اولیه ان میتوان ب جعفرقلی کاظم اصلانی محمد ناطقی عبدشاه کاظم اصلانی غلامرضا باباخانی و دیگر اهالی اشاره کردو همچنین آ کاظم بهرام بسحاق از عموزاده های بهرام خان. هم اکنون آثار وباقیمانده قلعه بهرام خان به سختی قابل مشاهده میباشد.
درحال حاظرساکنین روستای بهرام اباد که از سال ۱۳۶۳ و نزدیک به ۵۰ سال پیش که این روستا را خریداری کرده اند همگی برادرن پارسا از طایفه ی ملک محمودی تیره فعلی(فِئیلی) ازنوادگان محمد و از اولاد جووخش (جهانبخش) هستند.از خصوصیات بارز  آنها میتوان به شجاعت و دلاوری و جنگاوری و همچنین مهمان نوازی و سفره داری اشاره کرد.که از دیرباز تاکنون بزرگانی به نام و لایق داشته اند. همچنین دیگر اقوام آنها نیز در روستای قلعه خلیه( اولاد احمد و اولاد اِلله) و چشمه مروارید( اولاد کدخدا ملکان )و مغانک بالا( اولاد علی محمد) سکونت دارند که همگی معروف به اولاد جووخش(جهانبخش) می باشند.همچنین در روستای قلعه خلیله اولاد علیرضا نیز زندگی میکنند ک از ایل فعلی میباشند همچنین اولاد دُرشعلی (درویشی و سلطانی)نیز از ایل فعلی میباشند که هم اکنون در اصفهان و تهران و شهرالیگودرز مستقر میباشند.
ایل فعلی اصالتا ودر گذشته حاکمان و والیان لرستان و ایلام و کردستان و قسمت هایی از خوزستان بوده اند و همچنین نیز اربیل و کرکوک و سلمانیه عراق کنونی نیز جزئی از قلمرو انها محسوب میشده است که در حال حاضر نیز تعداد زیادی از ایل فعلی ساکنان این شهر ها میباشند.از حاکمان بنام این قوم میتوان به غلامرضا خان ابو غداره،سیف الله خان والی ،حسینقلی خان والی و... اشاره کرد که دلاوری ها و جنگاوریهایشان برای مقابله با بیگانگان ودفاع از میهن هم اکنون به صورت مکتوب در قلعه فلک افلاک لرستان ثبت میباشد. همچنین مقراصلی حکومت آنها در درّه شهر ایلام قرار داشته که در گذشته دژی بسیار مستحکم واستراتژیک بوده است.
همچنین سفرنامه نویس معروف بریتانیایی خانم فریا استارک درسفرنامه خود به نام الموت لرستان وایلام بسیار به تعریف و تمجید از این ایل(ایل فیلی) پرداخته و شجاعت و دلاوری و مهمانوازی را از صفات بارز این قوم برشمرده است.خانم استارک در سفرنامه خود مینویسد در سرحدات ایلام و لرستان به مردمانی برخوردم که بسیار دلاور وجنگنده و شجاع بودند و درعین حال بسیار مهربان و بخشنده و مهمان نواز که همیشه سودای فرمانروایی و ادعای حکومت داشتند وهمیشه در راه دفاع از کشورشان هراسی از جان فشانی نداشتند وآنها کسانی نبودند بجز قومی به نام فعلی که دارای مردانی دلیر و زنانی نجیب بودند.
از جاذبه های روستا میتوان به خوش آب وهوا بودن روستا و همچنین طبیعت بکر و بینظیر آن اشاره نمود.
همچنین این روستا دارای گیاهان دارویی خود روی فراوان و عسل طبیعی میباشد. 
شغل اهالی روستا اکثراً کشاورزی و دامداری و محصولاتشان عموما گندم،جو،نخود،عدس و لوبیا میباشد.
روستا از لحاظ امکانات دارای آب لوله کشی برق گاز و جاده اسفالته نیز هست 

## جمعیت
این روستا در دهستان بربرود شرقی قرار دارد و براساس سرشماری مرکز آمار ایران در سال ۱۳۸۵، جمعیت آن ۱۲۵ نفر (۱۷خانوار) بوده‌است.